# Enrique Estrada
Enrique Estrada Reynoso (Moyahua de Estrada, 18 febbraio 1890 – Città del Messico, 3 novembre 1942) è stato un generale e politico messicano, segretario della Difesa Nazionale.

## Biografia
Nacque a Moyahua, Zacatecas, nel 1890. I suoi genitori erano José Camilo Estrada Haro e Micaela Reynoso Espitia. Suo fratello maggiore era Roque Estrada Reynoso. Si formò a Guadalajara, Jalisco.
Da studente presso la Facoltà di Ingegneria della capitale, fu uno degli esponenti della resistenza antirielezionista che portarono al presidente della Repubblica, generale Porfirio Díaz, una dichiarazione in cui chiedevano le dimissioni dal suo ufficio.
A causa del pericolo rappresentato da questa azione, dovette lasciare la città e aderì alla rivoluzione sotto il generale Rafael Tapia nel 1910.
Grazie al trionfo del movimento rivoluzionario riprese gli studi alla Scuola di Ingegneria e gli furono date lezioni di artiglieria dal generale Felipe Ángeles. Durante la Decade tragica difese il governo legittimo di Francisco Madero.
Nel 1913 scelse di lasciare lo  Zacatecas meridionale e nello stesso anno operò in collaborazione con le forze del generale Lucio Blanco, che allora faceva parte del Corpo d'armata nord-occidentale comandato dal generale Álvaro Obregón.
Partecipò alla Convenzione di Aguascalientes come delegato del generale Ramón V. Sosa. Fedele al carranzismo, fu governatore di Zacatecas in tre occasioni: una volta ad interim dal 29 ottobre 1916 al 9 aprile 1917; un'altra di carattere costituzionale dall'8 luglio al 22 agosto 1917 e di nuovo costituzionale dall'8 ottobre al 11 novembre di quello stesso anno.
Durante i periodi 1917 e 1918 fu capo delle operazioni militari in Michoacán; Lì dovette affrontare José Inés García Chávez, un compito difficile che fu aggravato dai suoi conflitti con il governatore Pascual Ortiz Rubio. Nel 1920 aderì al Piano di Agua Prieta; durante la presidenza di Álvaro Obregón dal 14 dicembre 1920 al 4 marzo 1922 fu Segretario di Guerra e Marina; sempre nel 1922 fu governatore di Sinaloa. Nel 1923 era capo delle operazioni in Michoacán, Colima e Jalisco.
Tra gli incarichi che ricoprì spiccano: capo delle operazioni militari contro gli Yaqui e capo delle operazioni militari degli stati di Aguascalientes e Guanajuato.

### Ribellione delahuertista
Nel 1923 il capo di stato maggiore di Joaquín Amaro, José Álvarez, venne a conoscenza del complotto tra i generali Enrique Estrada, Guadalupe Sánchez e Fortunato Maycotte per rovesciare il presidente Álvaro Obregón. Álvarez tornò immediatamente a Nuevo León e informò Amaro del complotto, che prontamente riferì le informazioni a Obregón. I cospiratori chiamarono Adolfo de la Huerta, allora Segretario delle Finanze, per candidarsi alla presidenza contro Plutarco Elías Calles, il successore scelto da Obregón. Di fronte a una ribellione con eserciti nel nord, nel sud e nell'est, Obregón si affidò a generali leali come Amaro per bloccare l'accesso dei ribelli alle risorse e al confine settentrionale e per reprimere l'insurrezione. Amaro, aiutato dal generale Lázaro Cárdenas del Río, combatté le forze di Estrada, sconfiggendole nella decisiva battaglia di Ocotlán. Tre giorni dopo la battaglia, le truppe di Amaro occuparono Guadalajara, dove aveva sede il quartier generale di Estrada. Schiacciata la ribellione, l'elezione messicana del 1924 si svolse pacificamente.

### Vita successiva
Fu arrestato nel 1926 dall'FBI sotto la guida dell'agente speciale Edwin Atherton mentre preparava un colpo di Stato. Era infatti a capo di un grande convoglio di veicoli blindati e uomini armati a est di San Diego in California e fu per questo imprigionato negli Stati Uniti per 21 mesi. Atherton era stato allertato da un informatore e un funzionario messicano nella Bassa California.
Sostenne la ribellione escobarista nel 1929 e catturò il futuro presidente del Messico, Manuel Ávila Camacho, ma gli permise di scappare. Sconfitta la ribellione, fu costretto a fuggire di nuovo.
Poté tornare in Messico grazie all'amnistia del presidente Cárdenas e divenne deputato della XXXVIII legislatura e senatore.
Estrada Reynoso morì a Città del Messico il 3 novembre 1942, mentre ricopriva la carica di Direttore generale dei Ferrocarriles Nacionales de México. È sepolto nel mausoleo degli uomini illustri della collina La Bufa, in Zacatecas.
A lui è dedicato il nome del comune in cui nacque, Moyahua de Estrada, e l'omonimo municipio General Enrique Estrada nello stato di Zacatecas.